# Aghabeyali
Aghabeyali est un village d'Azerbaïdjan situé dans le raïon d'Aghdara.

## Histoire
Durant la période soviétique, le village, appelé Aghabekalanj (Աղաբեկալանջ) et de population arménienne, fait partie de l'oblast autonome du Haut-Karabagh. En 1992, il passe sous le contrôle de la république du Haut-Karabagh qui l'intègre à sa région de Martakert. Pour l'Azerbaïdjan, il fait partie du raïon de Tartar.
Lors de l'offensive éclair des forces armées azerbaïdjanaises les 19 et 20 septembre 2023, le village passe sous le contrôle de Bakou, avant d'être intégré au raïon d'Aghdara le 5 décembre suivant.

## Population
En 2005, la population s'élevait à 155 habitants.

## Économie et société
L'agriculture et l'élevage constituent la principale activité du village qui abrite un bâtiment municipal, une école et un centre médical.